# گوهران (خوی)
گوهران، روستایی است از توابع بخش مرکزی شهرستان خوی استان آذربایجان غربی ایران.

## جمعیت
این روستا در دهستان گوهران قرار داشته و براساس سرشماری مرکز آمار ایران در سال ۱۳۹۵، جمعیت این روستا برابر با ۲٬۵۵۷ نفر (۷۹۶ خانوار) بوده‌است. 